# Präsidentschaftswahl in Litauen 2014

Standarte des Präsidenten

Die Präsidentschaftswahl in Litauen 2014 fand am 11. Mai 2014 (1. Wahlgang) und am 25. Mai 2014 (2. Wahlgang) statt. In der Stichwahl konnte sich die bisherige Präsidentin Dalia Grybauskaitė gegen Zigmantas Balčytis durchsetzen.
Der Präsident der Republik Litauen wird in direkten Wahlen von Wählern mit litauischer Staatsangehörigkeit jeweils für 5 Jahre in den Wahlkreisen gewählt.

## Kandidaten
Die Wahlkommission registriert nur solche Kandidaten, die die nötigen 20.000 Unterstützerunterschriften erreichen werden.
Prätendenten
- Zigmantas Balčytis (* 1953), Politiker, Mitglied des Europaparlaments, ehemaliger Ministerpräsident (LSDP)[2]
- Linas Balsys (* 1961), Journalist und Politiker, Mitglied des Seimas (LŽP)
- Kristina Brazauskienė (* 1949),  Unternehmerin, Witwe des früheren litauischen Präsidenten Algirdas Brazauskas
- Dalia Grybauskaitė (* 1956), amtierende Präsidentin; sie war bei der Präsidentschaftswahl in Litauen 2009 im ersten Wahlgang gewählt worden[3]
- Vladas Lašas (* 1956), Unternehmer und Manager
- Jonas Lašinis (* 1942), Grader-Fahrer
- Artūras Paulauskas (* 1953), Mitglied des Seimas (DP)
- Rolandas Paulauskas (* 1954),  Journalist und Politiker
- Naglis Puteikis (* 1964), Politiker, Vizeminister, Mitglied des Seimas
- Bronis Ropė (* 1955), Politiker, Bürgermeister von Ignalina (LVŽS)
- Waldemar Tomaszewski (* 1965), Politiker polnischer Minderheit, Mitglied des Europaparlaments (LLRA)
- Artūras Zuokas (*  1968),  Bürgermeister der litauischen Hauptstadt Vilnius (TAIP)

Kandidaten
Aus 12 Prätendenten wurden nur 7 als Kandidaten registriert: Dalia Grybauskaitė, Zigmantas Balčytis, Artūras Zuokas, Bronis Ropė, Naglis Puteikis, Artūras Paulauskas und Valdemaras Tomaševskis.

## Umfragen
| Prätendent            | Spinter Tyrimai 15.–20. März 2014 | Lietuvos rytas 13.–17. März 2014 | Lietuvos rytas 14.–23. Februar 2014 |
| --------------------- | --------------------------------- | -------------------------------- | ----------------------------------- |
| Dalia Grybauskaitė    | 39,3                              | 40,9                             | 43,3                                |
| Zigmantas Balčytis    | 9,7                               | 10,3                             | 8,3                                 |
| Artūras Paulauskas    | 8,9                               | 9,6                              | 7,3                                 |
| Bronis Ropė           |                                   | 4,1                              |                                     |
| Valdemar Tomaševski   |                                   | 3,4                              |                                     |
| Artūras Zuokas        |                                   | 2,3                              |                                     |
| Naglis Puteikis       |                                   |                                  |                                     |
| Linas Balsys          | k. A.                             | 3,8                              | 4,1                                 |
| Rolandas Paulauskas   | k. A.                             | 1,1                              |                                     |
| Kristina Brazauskienė | k. A.                             | 0,6                              |                                     |
| Vladas Lašas          | k. A.                             | 0,5                              |                                     |
| Jonas Lašinis         | k. A.                             | 0,3                              |                                     |
| Rolandas Paksas       | k. A.                             | k. A.                            | 14,8                                |
| Unentschieden         | 17,7                              | 19,1                             | ?                                   |

## Wahlergebnis
| Kandidaten                                                       | Kandidaten          | Parteien                                | 1. Wahlgang | 1. Wahlgang | 2. Wahlgang | 2. Wahlgang |
| Kandidaten                                                       | Kandidaten          | Parteien                                | Stimmen     | %           | Stimmen     | %           |
| ---------------------------------------------------------------- | ------------------- | --------------------------------------- | ----------- | ----------- | ----------- | ----------- |
|                                                                  | Dalia Grybauskaitė  | Parteilos                               | 612.485     | 46,6        | 701.999     | 59,1        |
|                                                                  | Zigmantas Balčytis  | Lietuvos socialdemokratų partija        | 181.659     | 13,8        | 486.214     | 40,9        |
|                                                                  | Artūras Paulauskas  | Darbo partija (leiboristai)             | 160.139     | 12,2        |             |             |
|                                                                  | Naglis Puteikis     | Parteilos                               | 124.333     | 9,5         |             |             |
|                                                                  | Valdemar Tomaševski | Lietuvos lenkų rinkimų akcija           | 109.659     | 8,4         |             |             |
|                                                                  | Artūras Zuokas      | TAIP – Tėvynės atgimimas ir perspektyva | 69.677      | 5,3         |             |             |
|                                                                  | Bronis Ropė         | Lietuvos valstiečių ir žaliųjų sąjunga  | 55.263      | 4,2         |             |             |
| Gesamt                                                           | Gesamt              | Gesamt                                  | 1.313.215   | 100         | 1.188.213   | 100         |
|                                                                  |                     |                                         |             |             |             |             |
| Ungültige Stimmen                                                | Ungültige Stimmen   | Ungültige Stimmen                       | 20.451      | 1,5         | 24.161      | 2,0         |
| Wähler                                                           | Wähler              | Wähler                                  | 1.333.666   | 52,2        | 1.212.374   | 47,4        |
| Wahlberechtigte                                                  | Wahlberechtigte     | Wahlberechtigte                         | 2.553.335   |             | 2.559.398   |             |
|                                                                  |                     |                                         |             |             |             |             |
| Quellen: Vyriausioji Rinkimų Komisija, 1. Wahlgang – 2. Wahlgang |                     |                                         |             |             |             |             |